# Kościół Saint-Irénée w Briennon
Kościół Saint-Irénée w Briennon – wybudowany w XI wieku. Od 1978 roku posiada status monument historique, w kategorii classé MH (zabytek o znaczeniu krajowym).

## Lokalizacja
Kościół jest zlokalizowany na terenie miejscowości Briennon przy 50 Avenue de Verdun, w departamencie Loara, w regionie Auvergne-Rhône-Alpes.

## Opis i historia
Kościół został wzniesiony w XI i rozbudowany w XIII wieku. Jeszcze w XI wieku, kościół został przekształcony w klasztor przez benedyktynów z Cluny, z tego okresu zachowała się dzwonnica i prezbiterium. W 1837 roku zbyt wąską nawę główną powiększono poprzez dodanie dwóch naw bocznych. W 1997 roku przeprowadzono prace renowacyjne konstrukcji szkieletowej, ciesielskiej, murarskiej i dachu.

Kościół zbudowany z jasnego wapienia. Apsyda jest sklepiona kolebkowo i poprzedzona wąskim templonem, który stanowi podstawę dzwonnicy o trzech piętrach, z których jedno ma dwa przęsła. Pierwotnie dzwonnica miała tylko dwa piętra. Taki układ dzwonnicy nad prezbiterium jest bardzo rzadki. Apsyda składa się z małych półkolistych przęseł, otwierających się do wewnątrz pod dużymi wystającymi archiwoltami, wspartymi na kolumnach z romańskimi kapitelami. Ambona, dzieło rzeźbiarza Picaud de Roanne, wykonana jest z białego marmuru i pochodzi z XIX wieku, podobnie jak polichromowana dekoracja wnętrza wykonana przez Zachéo.

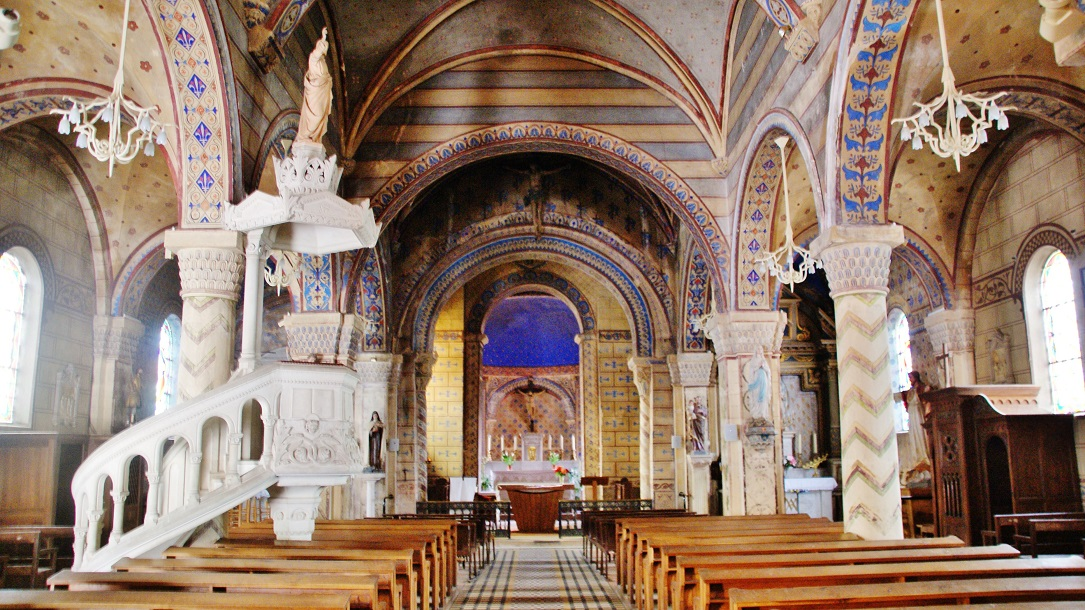
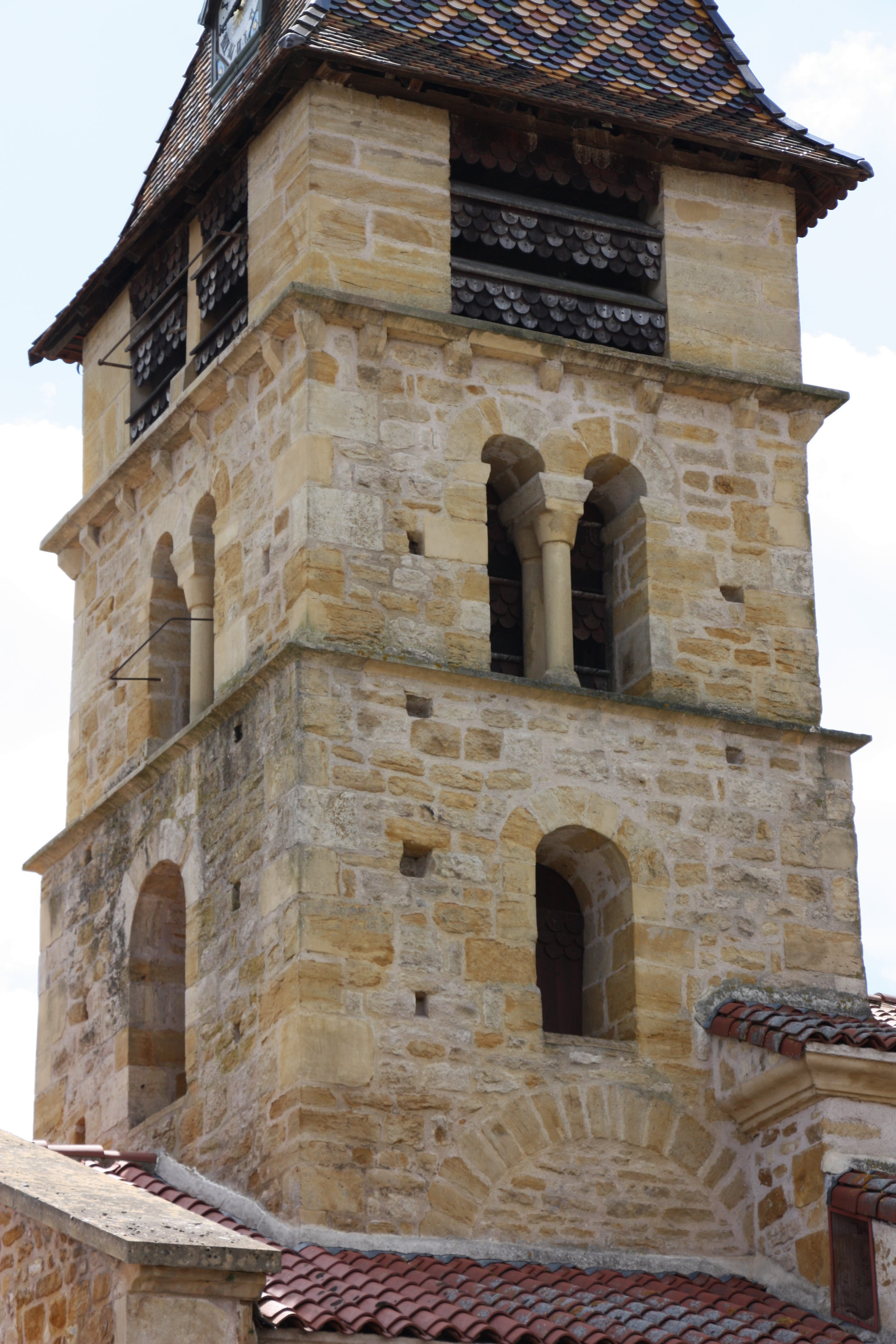
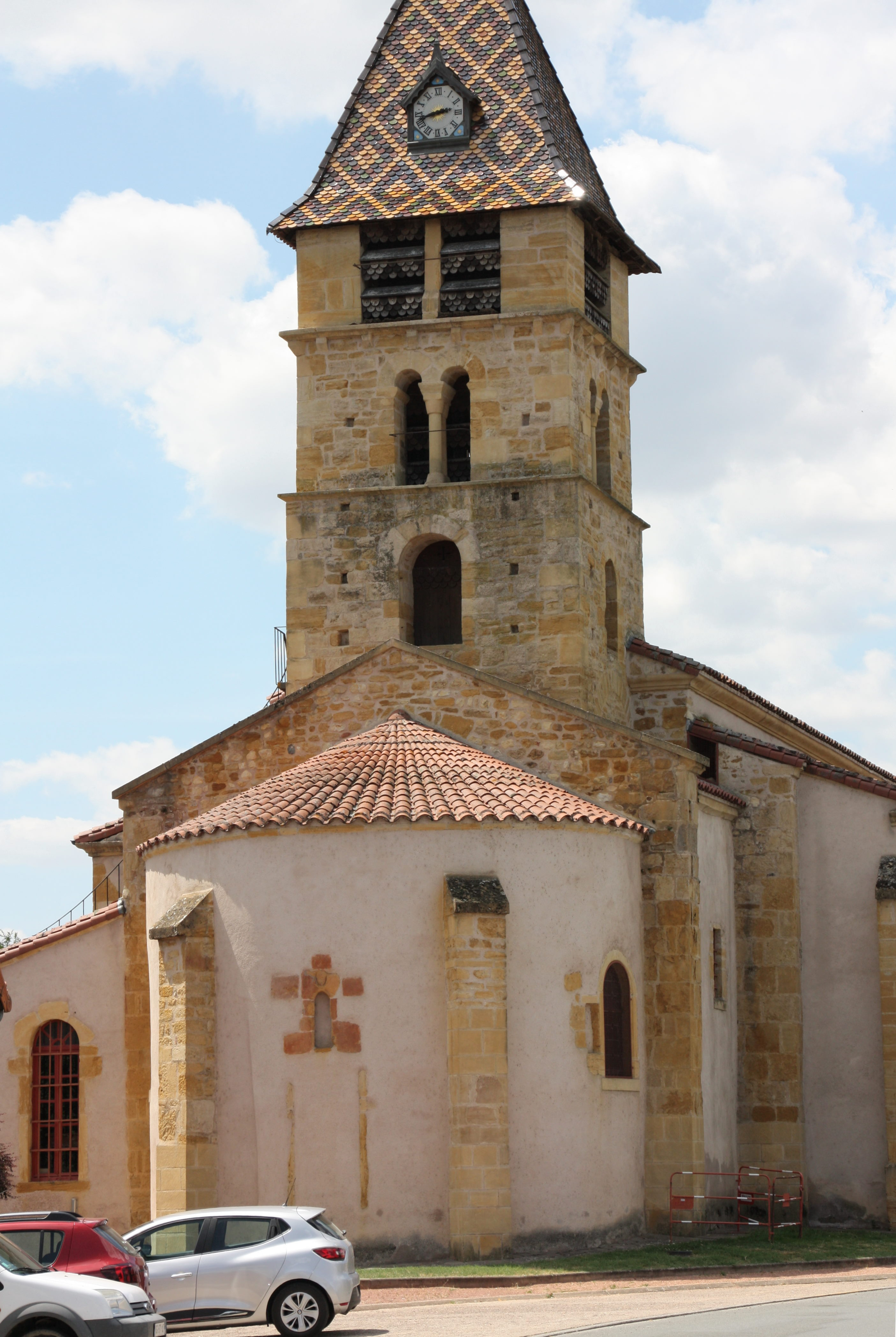
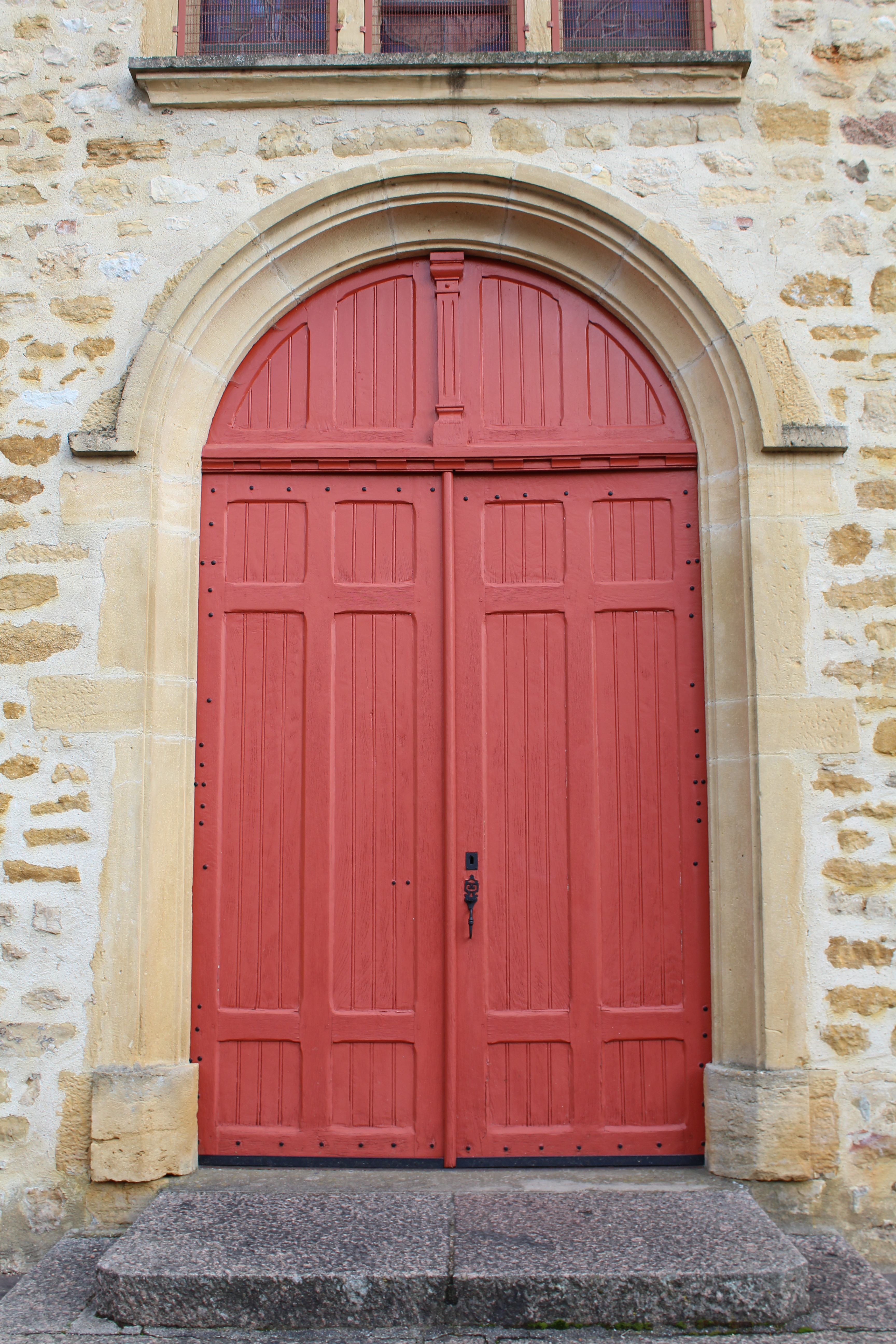